# Io (Delia Gualtiero)
Io è il terzo album di Delia Gualtiero, pubblicato nel 1985 dalla Virgin Records.

## Tracce
1. Tempi come noi
2. Gente normale
3. Di quale amore, di quanto amore
4. La città degli angeli
5. Dov'è il resto di me
6. Hotel
7. Segreti
8. Io
9. Uomini e nuvole

## Formazione
- Delia Gualtiero – voce
- Marco Tansini – tastiera, cori, chitarra, pianoforte, batteria
- Renato Cantele – sintetizzatore, programmazione, basso
- Demo Morselli – tromba, flicorno
- Claudio Pascoli – sassofono tenore, sax alto